# Las Leñas
Las Leñas je osada a lyžařské středisko v Argentině. Nachází se v Andách, v departamentu Malargüe v provincii Mendoza. Je součástí města Malargüe, kde se nachází nejbližší letiště a odkud také vede do resortu jediná příjezdová silnice. V roce 2001 zde žilo 75 obyvatel. Osada leží v údolí řeky Las Leñas v nadmořské výšce 2 240 m. Společně s areálem Cerro Catedral u San Carlos de Bariloche je Las Leñas nejvýznamnějším lyžařským střediskem v Argentině.
Osada se skiresortem vznikla v 80. letech 20. století. V roce 1983 zde byl postaven první, 300lůžkový hotel, následně zde vyrostly další hotely, apartmánové hotely, ubytovny, nákupní centrum, restaurace a kavárny. V areálu se nachází čtrnáct lanovek a 40 sjezdovek, z nichž některé začínají ve výšce 3430 m n. m.
V letech 1985, 1986 a 1989 zde byly uspořádány závody Světového poháru v alpském lyžování. Roku 1990 hostilo Las Leñas jediné zimní panamerické hry.

## Galerie

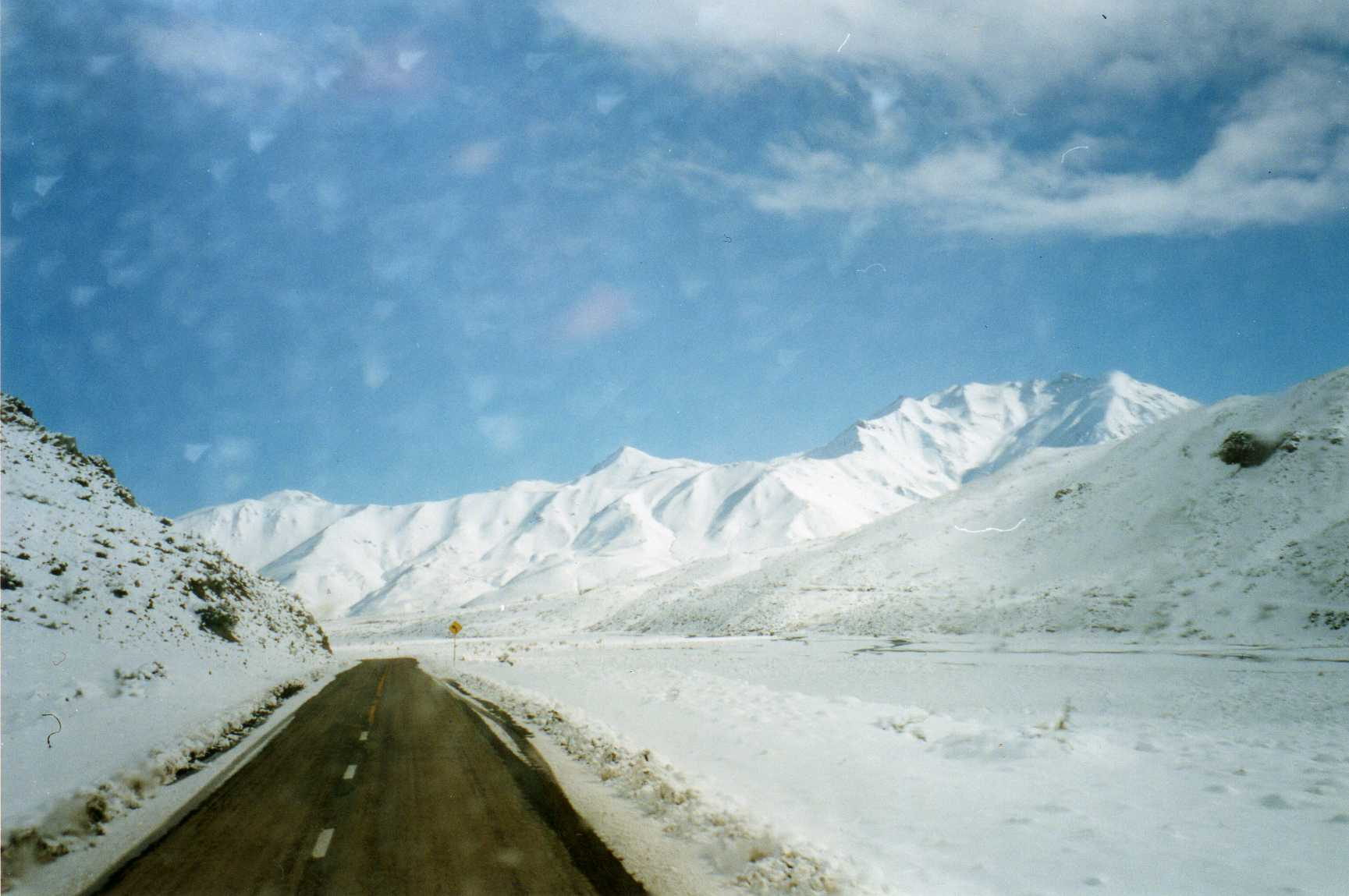
Příjezdová silnice do Las Leñas
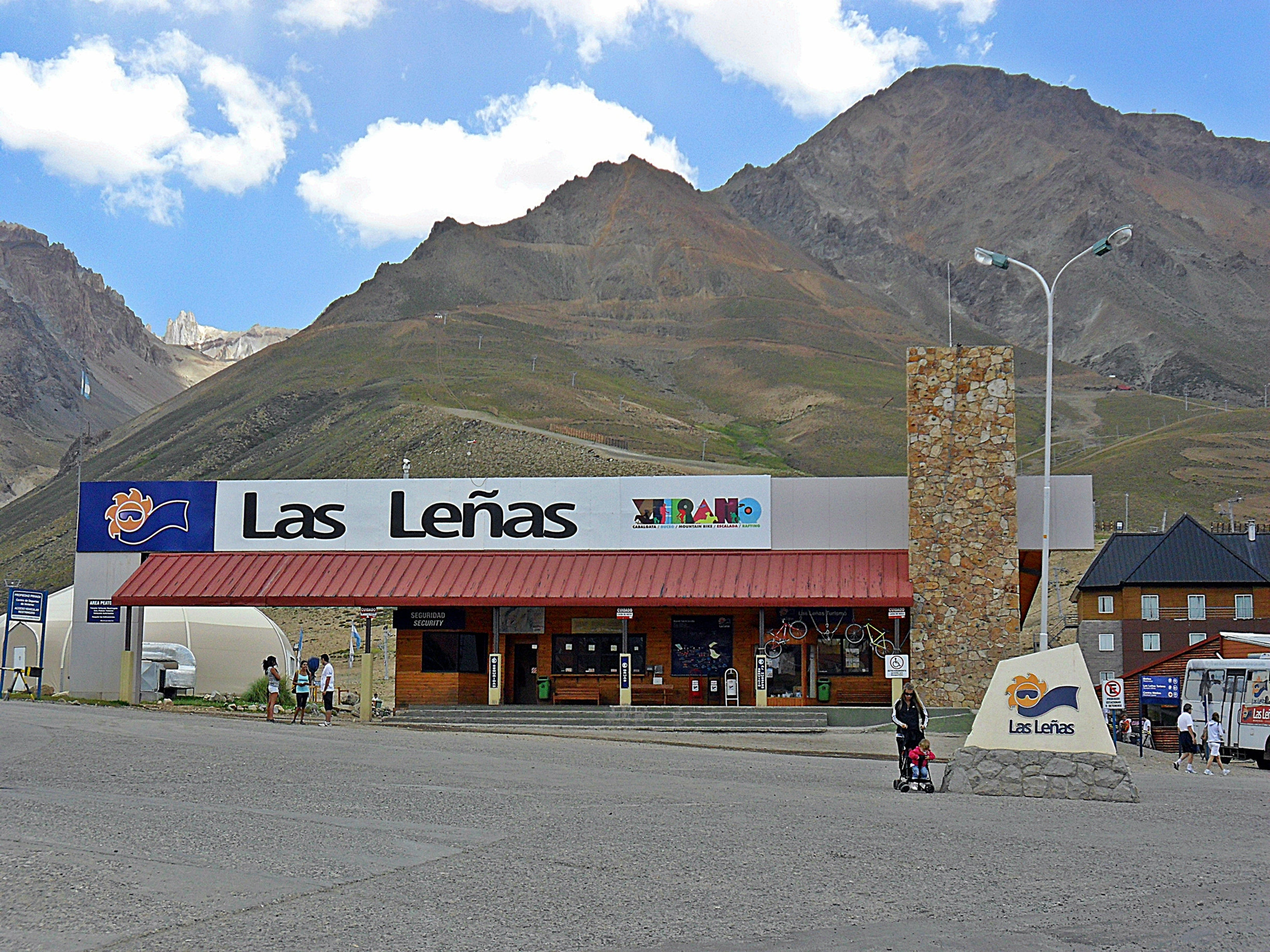
Centrum Las Leñas v létě